# Уийтленд (окръг)
Вижте пояснителната страница за други значения на Уийтленд.
Окръг Уийтленд (на английски: Wheatland County) е окръг в щата Монтана, Съединени американски щати. Площта му е 3699 km², а населението – 2069 души (1 април 2020). Административен център е град Харлоутън.